# Chad Mirkin
Chad Alexander Mirkin, född 23 november 1963 i Phoenix, är en amerikansk kemist och en känd forskare inom nanotekniken. Han är professor i kemi, kemiteknik, bioteknik, medicinsk teknik, materialvetenskap amt medicin vid Northwestern University. Här är han också direktör för International Institute for Nanotechnology, IIN. Han är mest känd för skapandet av nanopartikelsystem för biodetektion, uppfinningen Dip Pen Nanolithography och bidraget till området för supramolekylär kemi.

## Biografi
Mirkin studerade kemi vid Dickinson College och tog examen 1986. Han doktorerade sedan i oorganisk och organisk kemi vid Pennsylvania State University och fick sin doktorstitel år 1989. Därefter började han på Massachusetts Institute of Technology och stannade i två år för en postdoktoral tjänst.
År 1991 började han på Northwestern University.
Mirkin och hans forskargrupp har tillsammans en bred bakgrund inom olika vetenskaper. Detta gör att de tillsammans kan utforska nanotekniken på ett framgångsrikt sätt.
De håller på med fem olika projekt:
- Anisotropa nanostrukturer som kan användas till katalys och nanosensorer.[19]
- Litografi av nanotrådar.[20]
- Dip Pen Nanolithography. De försöker ta reda på till vad och hur det kan tillämpas.[21]
- Metallorganisk kemi[22]
- Sfäriska nukleinsyror, som har andra egenskaper än naturligt förekommande nukleinsyror.[23]

För sin framstående forskning har Mirkin tagit emot över 60 nationella och internationella priser och utmärkelser, bland andra:
- $500,000 Lemelson-MIT Prize år 2009.
- Thomson Reuters Most Cited Chemist in the World år 2009.
- American Chemical Societys Inorganic Nanoscience Award 2008.
- National Inventors Hall of Fame år 2002 och 2004.
- 2002 års Feynmanpris i nanoteknik ’’För att ha skapat nya möjligheter för tillverkning av molekylära maskinsystem av  självorganiserande nanopartiklar, främst DNA, och därmed fört oss närmre målet för molekylär tillverkning.’’[24][25]

Mirkin är grundare till tre företag: bioteknikföretaget AuraSense, Nanosphere som utvecklar plattor för analys av DNA och protein och NanoInk som använder Mirkins patenterade uppfinning Dip Pen Nanolithography (DPN).
Hans stora drift att inspirera unga att ägna sig åt vetenskap har resulterat i en rad olika projekt. Genom sin position i IIN har han skapat webbsidan DiscoverNANO där unga introduceras till nanotekniken,  grundat och utvecklat tidskriften Nanoscape som publicerar resultat av framgångsrika forskningsprojekt på grundnivå, tagit fram utställningar om nanoteknik för Museum of Science and Industry i Chicago och utvecklat två forskningsupplevelseprogram där elever från grundskola och gymnasium får prova på att forska i nanoteknik.
Mirkin har publicerat 424 vetenskapliga artiklar, är medförfattare till tre böcker och innehar 370 patent. 

## Fotnoter
1. 1 2  läs online, mirkin-group.northwestern.edu .[källa från Wikidata]
2. ↑  ORCID Public Data File 2023, 27 september 2023, 10.23640/07243.24204912.V1, läs onlineläs online, läst: 10 november 2023.[källa från Wikidata]
3. ↑  läs online, www.acs.org .[källa från Wikidata]
4. ↑  läs online, www.acs.org .[källa från Wikidata]
5. ↑  läs online, clarivate.com , läst: 23 september 2023.[källa från Wikidata]
6. ↑  läs online, acspss.org .[källa från Wikidata]
7. ↑  läs online, www.nasonline.org .[källa från Wikidata]
8. ↑  läs online, www.theaic.org .[källa från Wikidata]
9. ↑  läs online, www.wilhelmexner.org .[källa från Wikidata]
10. ↑  läs online, newyorkacs.online .[källa från Wikidata]
11. ↑  läs online, www.nesacs.org .[källa från Wikidata]
12. ↑  läs online, acsmaryland.org .[källa från Wikidata]
13. ↑  läs online, sci-america.org .[källa från Wikidata]
14. ↑  läs online, www.aaas.org .[källa från Wikidata]
15. ↑  läs online, www.rsc.org .[källa från Wikidata]
16. ↑  läs online, www.gf.org , läst: 20 april 2024.[källa från Wikidata]
17. ↑  läs online, www.gf.org  , läst: 20 april 2024.[källa från Wikidata]
18. ↑  läs online, www.kavliprize.org .[källa från Wikidata]
19. ↑  ”Arkiverade kopian”. Arkiverad från originalet den 3 mars 2014. https://web.archive.org/web/20140303082532/http://sites.weinberg.northwestern.edu/mirkin-group/anisotropic-nanostructures/. Läst 28 november 2012.
20. ↑  ”On-Wire Lithography (OWL)”. Arkiverad från originalet den 17 december 2012. https://archive.is/20121217030244/http://sites.weinberg.northwestern.edu/mirkin-group/on-wire-lithography-owl/. Läst 28 november 2012.
21. ↑   ”Arkiverade kopian”. Arkiverad från originalet den 12 juni 2013. https://web.archive.org/web/20130612032559/http://sites.weinberg.northwestern.edu/mirkin-group/dip-pen-nanolithography/. Läst 7 maj 2013.
22. ↑  ”Arkiverade kopian”. Arkiverad från originalet den 3 mars 2014. https://web.archive.org/web/20140303083122/http://sites.weinberg.northwestern.edu/mirkin-group/organometallic-chemistry/. Läst 28 november 2012.
23. ↑   ”Arkiverade kopian”. Arkiverad från originalet den 15 februari 2013. https://web.archive.org/web/20130215051714/http://sites.weinberg.northwestern.edu/mirkin-group/research/spherical-nucleic-acids-snas/. Läst 28 november 2012.
24. ↑  ”Arkiverade kopian”. Arkiverad från originalet den 12 augusti 2012. https://web.archive.org/web/20120812225240/http://www.foresight.org/FI/2002Feynman.html#2002Winners. Läst 28 november 2012.
25. ↑  http://nercenergy.com/People/cv/MirkinCV.pdf
26. ↑  http://web.mit.edu/invent/a-winners/a-mirkin.html
27. ↑  http://web.mit.edu/invent/a-winners/a-mirkin.html

## Böcker
Christof M. Niemeyer, Chad A. Mirkin Nanobiotechnology (2004) ISBN 9783527306589
Chad A. Mirkin, Christof M. Niemeyer Nanobiotechnology II: More Concepts and Application (2007) ISBN 9783527316731
Mihail C. Roco, Chad A. Mirkin, Mark C. Hersam Nanotechnology Research Directions for Societal Needs in 2020 ISBN 9789400711679